# Zingiber macrocephalum
Zingiber macrocephalum là một loài thực vật có hoa trong họ Gừng. Loài này được Heinrich Zollinger và Alexandre Moritzi miêu tả khoa học đầu tiên năm 1845 dưới danh pháp Donacodes macrocephala. Năm 1899, Karl Moritz Schumann chuyển nó sang chi Zingiber.

## Mẫu định danh
Mẫu định danh: Zollinger H. 2293; thu thập tháng 10 năm 1844 ở tọa độ khoảng 7°57′59″N 112°37′54″Đ / 7,96639°N 112,63167°Đ, gần Malang, tỉnh Đông Java. Các mẫu syntype lưu giữ tại Bảo tàng Lịch sử Tự nhiên Italia ở Firenze (FI) và Bảo tàng Lịch sử Tự nhiên Quốc gia Pháp ở Paris (P).

## Phân bố
Loài này có tại đảo Java, Indonesia. Môi trường sống là rừng ẩm ướt vùng đất thấp ở đông nam đảo Java.

## Phân loại
Schumann (1904) xếp Z. macrocephalum trong tổ Lampugium (= Zingiber).

## Mô tả
Thân lá mập. Lá không cuống, thuôn dài-hình mác tới thẳng-hình mác, đỉnh hình đuôi thon nhỏ dần-nhọn thon, đáy hẹp, tù, dài 50–55 cm, rộng 6,5 cm, mặt trên nhẵn nhụi, mặt dưới gân giữa và mép có lông tơ như mạng nhện, lông màu nâu đỏ. Bẹ nhiều lông, phần trên khía răng cưa. Cuống cụm hoa cao, vảy bao bọc có lông tơ. Cành hoa bông thóc trên cuống cụm hoa, dài 12 cm, rộng 6 cm, xếp lợp chặt, hình trứng-thuôn dài; lá bắc hình trứng rộng (ở phần dưới hình tròn), thuôn tròn, tù, đường kính ~5 cm, có mấu nhọn nhỏ. Đài hoa thanh mảnh, dạng màng. Bao phấn màu trắng thạch cao, dài 10 mm. Phần phụ liên kết dài bằng.